# ملانزی

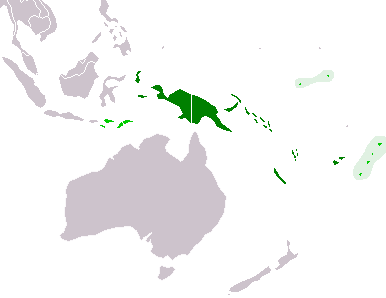
نقشه ملانزی، ملانزی در تعریف سنتی‌اش با رنگ سبز تیره نشان داده شده.

مِلانِزی (به انگلیسی: Melanesia) نام ناحیه‌ای است که از کناره غربی اقیانوس آرام شرقی تا دریای آرافورا در شمال و شمال شرقی استرالیا ادامه دارد.
نام ملانزی که از دو واژه یونانی مِلاس (μέλας) (سیاه) و ندوس (νῆσος) (جزیره) تشکیل شده نخستین بار در سال ۱۸۳۲ توسط ژول دومون دورویل برای تعریف تمایز جغرافیایی و قومی این گروه از جزایر نسبت به جزایر پلی‌نزی و میکرونزی استفاده شد. به اهالی این منطقه ملانزیایی گفته می‌شود.

## جزیره‌ها

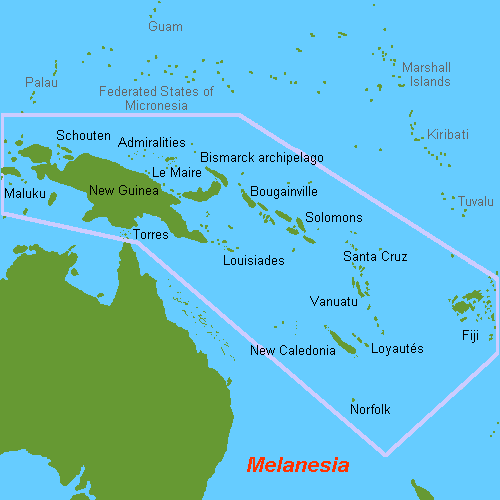

این جزایر به‌طور سنتی بخشی از ملانزی بشمار می‌آیند:
- فیجی
- وانواتو
- جزایر سلیمان
- کالدونیای جدید
- پاپوآ گینه نو
- استان پاپوآی اندونزی
- مجمع‌الجزایر بیسمارک
- جزایر ملوک
- جزایر تنگه تورس